# Capricorn
Capricorn – dystrykt w Republice Południowej Afryki, w prowincji Limpopo. Siedzibą administracyjną dystryktu jest Polokwane.
Dystrykt dzieli się na gminy:
- Blouberg
- Aganang
- Molemole
- Polokwane
- Lepele-Nkumpi